# Ivan Pal
Ivan Pal, slovenski politik, * ?.
Med 16. junijem 2000 in 14. decembrom 2000 je bil državni sekretar Republike Slovenije na Ministrstvu za kulturo Republike Slovenije.